# Regione non incorporata di Far West
La Regione non incorporata di Far West è un'area non incorporata del Nuovo Galles del Sud, una delle due che non fanno parte di una Local Government Area (l'altra è l'isola di Lord Howe). Essa si estende su una superficie di 93.300,3 chilometri quadrati e ha una popolazione di 698 abitanti.